# Академія мистецтв та технологій кінематографа
Академія мистецтв та технологій кінематографа (фр. Académie des arts et techniques du cinéma або «Французька Академія кінематографічних мистецтв») — професійне об'єднання діячів кіномистецтва Франції, засновник кінопремії «Сезар». Створена у 1975 році за ініціативою продюсера Жоржа Кравенна з метою популяризації кінематографа і нагородження учасників творчого процесу, які зробили за рік, що минув, найпомітніший внесок у розвиток національного кіно.

## Загальні відомості
Включає 4199 експертів (станом на 31 грудня 2013 року) з 11 спеціальностей учасників випуску фільмів: актори (636 чоловік), режисери (739), сценаристи (199), оператори (1157), продюсери (554), дистриб'ютори й кінопрокатники (123), а також художники, костюмери, кастинг-менеджери, співробітники прес-служби. Членом Академії може стати будь-який кінематографіст Франції з названих спеціальностей за умови, що він брав безпосередню участь в створенні мінімум трьох повнометражних фільмів за п'ять років, що передували вступу до цієї організації. Проте, автори, що отримали премію «Сезар» в будь-якій номінації, можуть стати академіками, минувши вищеназвану формальність.
Більшість членів Академії (3700 чоловік) беруть участь в голосуванні в ході вибору найкращих творчих робіт кінематографістів Франції у рамках премії «Сезар». Для цього у грудні кожного року вони поштою отримують каталог фільмів, прем'єра яких відбулася в році, що закінчується. До кінця січня формується список найбільш гідних стрічок. Після цього відбувається таємне голосування: в першому турі визначаються 4-5 основних претендентів для кожної номінації, в другому — переможець номінації. До недавнього часу голосування організовувалося в кінотеатрі «Le Balzac» на Єлисейських Полях Парижа. Підрахунок голосів завершується в день урочистої церемонії в конторі відповідального секретаря Академії. Він прибуває на церемонію із запечатаними конвертами, які передає ведучим, що оголошують переможців, відповідно до оголошення списку номінантів. З 2012 року уся процедура відбувається дистанційно методом електронного голосування безпосередньо у день вручення премії.
Академія мистецтв і технологій кінематографа є некомерційною організацією, крім того, будь-яких державних субсидій не отримує. Вона існує за рахунок членських внесків, коштів з продажу прав на трансляцію церемоній вручення премії «Сезар» та розміщення реклами спонсорів і партнерів (серед яких традиційно найбільші — Canal+, BNP Paribas, Renault та низка інших).

## Президенти Академії
- 1976 — Марсель Ішак (тимчасово виконував обов'язки)[3]:
- 1976—1986 — Робер Енріко;
- 1986—1988 — Жанна Моро;
- 1988—1990 — Олександр Мнушкін;
- 1990—1992 — Жан-Лу Дабаді;
- 1992—2003 — Даніель Тоскан дю Плантьє;
- 2003-наш час — Ален Терзян.